# ラセター・ハイウェイ

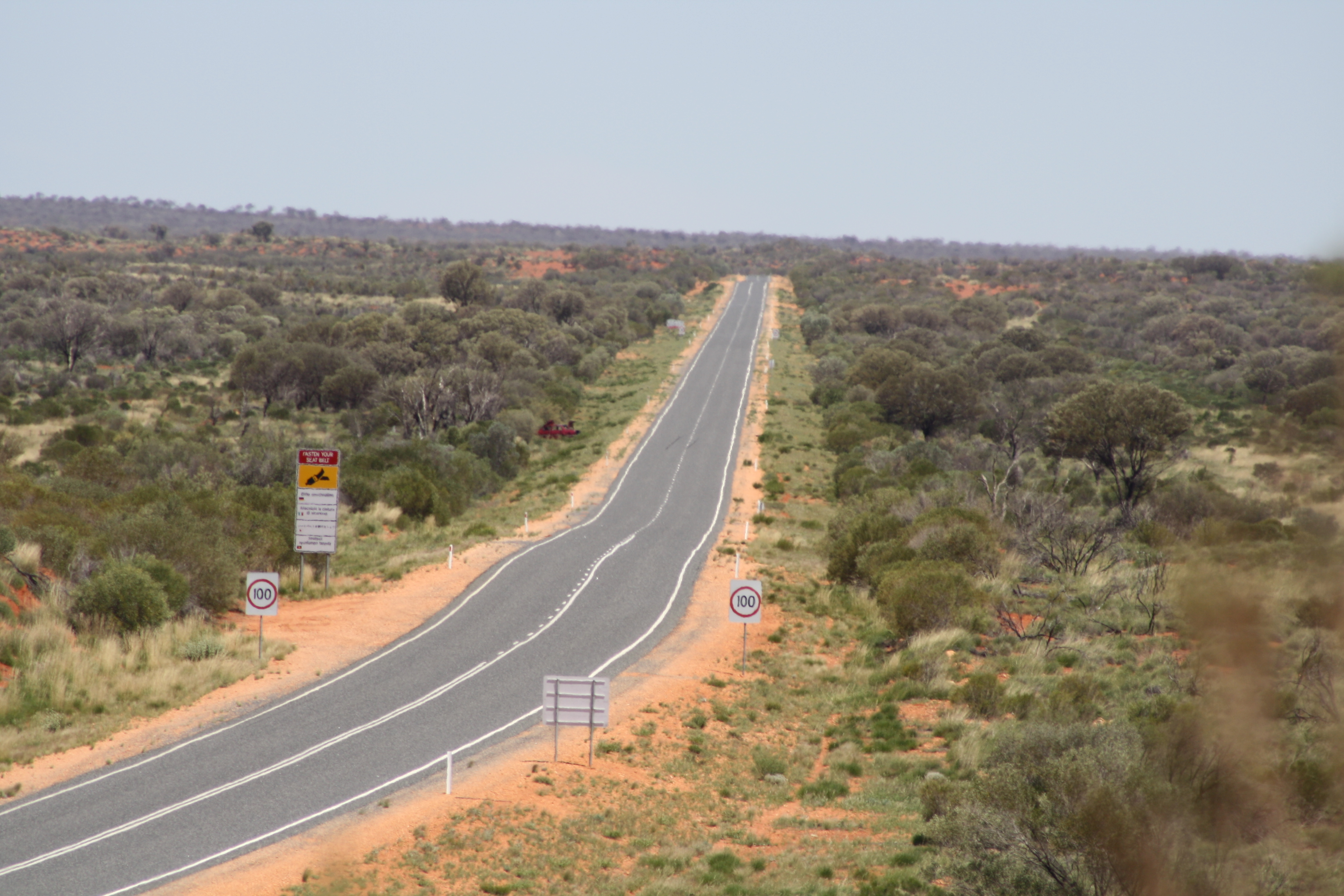
アマデウス湖近くのマウント・コナーを走るラセターハイウェイ (2010年3月)

ラセター・ハイウェイ (Lasseter Highway) は、244㎞の全てをオーストラリアのノーザンテリトリーで走るハイウェイである。
ハイウェイは、ユーラーラ、カタ・ジュタ、ウルルと、東のスチュアート・ハイウェイを結んでいる。
ハイウェイは、カタ・ジュタの西の非常に豊富な金鉱（ラセターズ・リーフ）を発見したことを主張したルイス・ヒューバード・ラセターの名に因んでいる。